# 2025-ös fedett pályás atlétikai világbajnokság
A 2025-ös fedett pályás atlétikai világbajnokságot március 21. és március 23. között rendezték Nankingban, Kínában.

## A magyar sportolók eredményei
Magyarországot tizenhárom sportoló képviselte az eseményen: 60 méteres síkfutásban Takács Boglárka és Illovszky Dominik, 60 méteres gátfutásban Eszes Dániel és Szeles Bálint, 400 méteres síkfutásban a világbajnokság előtt két héttel rendezett Európa-bajnokságon győztes Molnár Attila és Enyingi Patrik, ötpróbában Krizsán Xénia és Szűcs Szabina, hétpróbában Gálpál Zsombor valamint 4 × 400 méteres váltófutásban indulhat még Enying Patrik és Molnár Attila mellett Wahl Zoltán, Kovács Árpád, Plisz Balázs, Steigerwald Ernő.
Érmesek
| Érem  | Versenyző                                             | Versenyszám | Dátum       |
| ----- | ----------------------------------------------------- | ----------- | ----------- |
| Bronz | Enyingi Patrik Wahl Zoltán Kovács Árpád Molnár Attila | 4 × 400 m   | március 23. |

## Érmesek
- WR – világrekord
- CR – világbajnoki rekord
- AR – kontinens rekord
- NR – országos rekord
- PB – egyéni rekord
- WL – az adott évben aktuálisan a világ legjobb eredménye
- SB – az adott évben aktuálisan az egyéni legjobb eredmény

### Férfi
| Versenyszám     | Arany                                                                                 | Arany      | Ezüst                                                                           | Ezüst        | Bronz                                                                      | Bronz      |
| --------------- | ------------------------------------------------------------------------------------- | ---------- | ------------------------------------------------------------------------------- | ------------ | -------------------------------------------------------------------------- | ---------- |
| 60 m            | Jeremiah Azu · Nagy-Britannia                                                         | 6,49 =PB   | Lachlan Kennedy · Ausztrália                                                    | 6,50         | Akani Simbine · Dél-afrikai Köztársaság                                    | 6,54       |
| 400 m           | Christopher Bailey · Egyesült Államok                                                 | 45,08      | Brian Faust · Egyesült Államok                                                  | 45,47 =PB    | Jacory Patterson · Egyesült Államok                                        | 45,54      |
| 800 m           | Josh Hoey · Egyesült Államok                                                          | 1:44,77    | Eliott Crestan · Belgium                                                        | 1:44,81      | Josué Canales · Spanyolország                                              | 1:45,03    |
| 1500 m          | Jakob Ingebrigtsen · Norvégia                                                         | 3:38,79    | Neil Gourley · Nagy-Britannia                                                   | 3:39,07      | Luke Houser · Egyesült Államok                                             | 3:39,17    |
| 3000 m          | Jakob Ingebrigtsen · Norvégia                                                         | 7:46,09 SB | Berihu Aregawi · Etiópia                                                        | 7:46,25 SB   | Ky Robinson · Ausztrália                                                   | 7:47,09    |
| 60 m gát        | Grant Holloway · Egyesült Államok                                                     | 7,42       | Wilhem Belocian · Franciaország                                                 | 7,54         | Liu Csün-hszi (Liu Junxi) · Kína                                           | 7,55       |
| 4 × 400 m váltó | Egyesült Államok · Elija Godwin · Brian Faust · Jacory Patterson · Christopher Bailey | 3:03,13 SB | Jamaica · Rusheen McDonald · Jasauna Dennis · Kimar Farquharson · Demar Francis | 3:05,05 SB   | Magyarország · Enyingi Patrik · Wahl Zoltán · Kovács Árpád · Molnár Attila | 3:06,03 NR |
| Magasugrás      | Woo Sang-hyeok · Dél-Korea                                                            | 2,31 m =SB | Hamish Kerr · Új-Zéland                                                         | 2,28 m       | Raymond Richards · Jamaica                                                 | 2,28 m     |
| Rúdugrás        | Armand Duplantis · Svédország                                                         | 615 cm     | Emanuíl Karalísz · Görögország                                                  | 605 cm NR    | Sam Kendricks · Egyesült Államok                                           | 590 cm SB  |
| Távolugrás      | Mattia Furlani · Olaszország                                                          | 830 cm     | Wayne Pinnock · Jamaica                                                         | 829 cm SB    | Liam Adcock · Ausztrália                                                   | 828 cm     |
| Hármasugrás     | Andy Díaz · Olaszország                                                               | 17,80 m WL | Csu Ja-ming (Zhu Yaming) · Kína                                                 | 17,33 m SB   | Hugues Fabrice Zango · Burkina Faso                                        | 17,15 m SB |
| Súlylökés       | Tom Walsh · Új-Zéland                                                                 | 21,65 m SB | Roger Steen · Egyesült Államok                                                  | 21,62 m SB   | Adrian Piperi · Egyesült Államok                                           | 21,48 m    |
| Hétpróba        | Sander Skotheim · Norvégia                                                            | 6475 pont  | Johannes Erm · Észtország                                                       | 6437 pont NR | Till Steinforth · Németország                                              | 6275 pont  |

### Női
| Versenyszám     | Arany                                                                          | Arany      | Ezüst                                                                                    | Ezüst       | Bronz                                                                    | Bronz        |
| --------------- | ------------------------------------------------------------------------------ | ---------- | ---------------------------------------------------------------------------------------- | ----------- | ------------------------------------------------------------------------ | ------------ |
| 60 m            | Mujinga Kambundji · Svájc                                                      | 7,04       | Zaynab Dosso · Olaszország                                                               | 7,06        | Patrizia van der Weken · Luxemburg                                       | 7,07         |
| 400 m           | Amber Anning · Nagy-Britannia                                                  | 50,60      | Alexis Holmes · Egyesült Államok                                                         | 50,63       | Henriette Jæger · Norvégia                                               | 50,92        |
| 800 m           | Prudence Sekgodiso · Dél-afrikai Köztársaság                                   | 1:58,40 WL | Nigist Getachew · Etiópia                                                                | 1:59,63 PB  | Patricia Silva · Portugália                                              | 1:59,80 NR   |
| 1500 m          | Gudaf Tsegay · Etiópia                                                         | 3:54,96 CR | Diribe Welteji · Etiópia                                                                 | 3:59,30     | Georgia Bell · Nagy-Britannia                                            | 3:59,84 PB   |
| 3000 m          | Freweyni Hailu · Etiópia                                                       | 8:37,21    | Shelby Houlihan · Egyesült Államok                                                       | 8:38,26     | Jessica Hull · Ausztrália                                                | 8:38,28      |
| 60 m gát        | Devynne Charlton · Bahama-szigetek                                             | 7,72 SB    | Ditaji Kambundji · Svájc                                                                 | 7,73        | Ackera Nugent · Jamaica                                                  | 7,74 SB      |
| 4 × 400 m váltó | Egyesült Államok · Quanera Hayes · Bailey Lear · Rosey Effiong · Alexis Holmes | 3:27,45    | Lengyelország · Justyna Święty-Ersetic · Aleksandra Formella · Anastazja Kuś · Anna Gryc | 3:32,05 SB  | Ausztrália · Ellie Beer · Ella Connolly · Bella Pasquali · Jemma Pollard | 3:32,65 SB   |
| Magasugrás      | Nicola Olyslagers · Ausztrália                                                 | 197 cm SB  | Eleanor Patterson · Ausztrália                                                           | 197 cm      | Jaroszlava Mahucsih · Ukrajna                                            | 195 cm       |
| Rúdugrás        | Marie-Julie Bonnin · Franciaország                                             | 475 cm =NR | Tina Šutej · Szlovénia                                                                   | 470 cm      | Angelica Moser · Svájc                                                   | 470 cm       |
| Távolugrás      | Claire Bryant · Egyesült Államok                                               | 696 cm PB  | Annik Kälin · Svájc                                                                      | 683 cm      | Fátima Diame · Spanyolország                                             | 672 cm       |
| Hármasugrás     | Leyanis Pérez · Kuba                                                           | 14,93 m WL | Liadagmis Povea · Kuba                                                                   | 14,57 m =SB | Ana Peleteiro · Spanyolország                                            | 14,29 m      |
| Súlylökés       | Sarah Mitton · Kanada                                                          | 20,48 m    | Jessica Schilder · Hollandia                                                             | 20,07 m     | Chase Jackson · Egyesült Államok                                         | 20,06 m      |
| Ötpróba         | Saga Vanninen · Finnország                                                     | 4821 pont  | Kate O'Connor · Írország                                                                 | 4742 pont   | Taliyah Brooks · Egyesült Államok                                        | 4669 pont PB |

## Éremtáblázat
| Helyezés | Nemzet                  | Arany | Ezüst | Bronz | Összesen |
| 1.       | Egyesült Államok        | 6     | 4     | 6     | 16       |
| 2.       | Norvégia                | 3     | 0     | 1     | 4        |
| 3.       | Etiópia                 | 2     | 3     | 0     | 5        |
| 4.       | Nagy-Britannia          | 2     | 1     | 1     | 4        |
| 5.       | Olaszország             | 2     | 1     | 0     | 3        |
| 6.       | Ausztrália              | 1     | 2     | 4     | 7        |
| 7.       | Svájc                   | 1     | 2     | 1     | 4        |
| 8.       | Kuba                    | 1     | 1     | 0     | 2        |
| 8.       | Franciaország           | 1     | 1     | 0     | 2        |
| 8.       | Új-Zéland               | 1     | 1     | 0     | 2        |
| 11.      | Dél-afrikai Köztársaság | 1     | 0     | 1     | 2        |
| 12.      | Bahama-szigetek         | 1     | 0     | 0     | 1        |
| 12.      | Dél-Korea               | 1     | 0     | 0     | 1        |
| 12.      | Finnország              | 1     | 0     | 0     | 1        |
| 12.      | Kanada                  | 1     | 0     | 0     | 1        |
| 12.      | Svédország              | 1     | 0     | 0     | 1        |
| 17.      | Jamaica                 | 0     | 2     | 2     | 4        |
| 18.      | Kína                    | 0     | 1     | 1     | 2        |
| 19.      | Belgium                 | 0     | 1     | 0     | 1        |
| 19.      | Észtország              | 0     | 1     | 0     | 1        |
| 19.      | Görögország             | 0     | 1     | 0     | 1        |
| 19.      | Hollandia               | 0     | 1     | 0     | 1        |
| 19.      | Írország                | 0     | 1     | 0     | 1        |
| 19.      | Lengyelország           | 0     | 1     | 0     | 1        |
| 19.      | Szlovénia               | 0     | 1     | 0     | 1        |
| 26.      | Spanyolország           | 0     | 0     | 3     | 3        |
| 27.      | Burkina Faso            | 0     | 0     | 1     | 1        |
| 27.      | Luxemburg               | 0     | 0     | 1     | 1        |
| 27.      | Magyarország            | 0     | 0     | 1     | 1        |
| 27.      | Németország             | 0     | 0     | 1     | 1        |
| 27.      | Portugália              | 0     | 0     | 1     | 1        |
| 27.      | Ukrajna                 | 0     | 0     | 1     | 1        |
| Összesen | Összesen                | 26    | 26    | 26    | 78       |